# بارانک
بارانَک (نام علمی: Sorbus torminalis) درختی است از تیره گل سرخ که بومی رشته‌کوه البرز، بخش‌هایی از اروپا و قفقاز و آسیای کوچک و جنوب تا شمال باختری آفریقا است.
بارانک درختی تک‌زی است و در داخل جوامع گیاهی دیگر دیده می‌شود و چوبآن به دلیل داشتن درون قرمز رنگ ، در خراطی استفاده می‌شود. چوب بارانک در اروپا قیمت بالایی دارد و به همین دلیل به آن «خاویار جنگل» لقب داده‌اند.
در گرگان به آن «بارانک»، در تالش «میانْز»، در بخش‌هایی از مازندران اَلَندَری، در رامسر و شهسوار «گارِن» و در کلاردشت به آن «الم‌دلی» می‌گویند. این‌گونه به صورت پراکنده و اغلب با پلت، شیردار، راش و ممرز، تیپ آمیخته تشکیل می‌دهد.

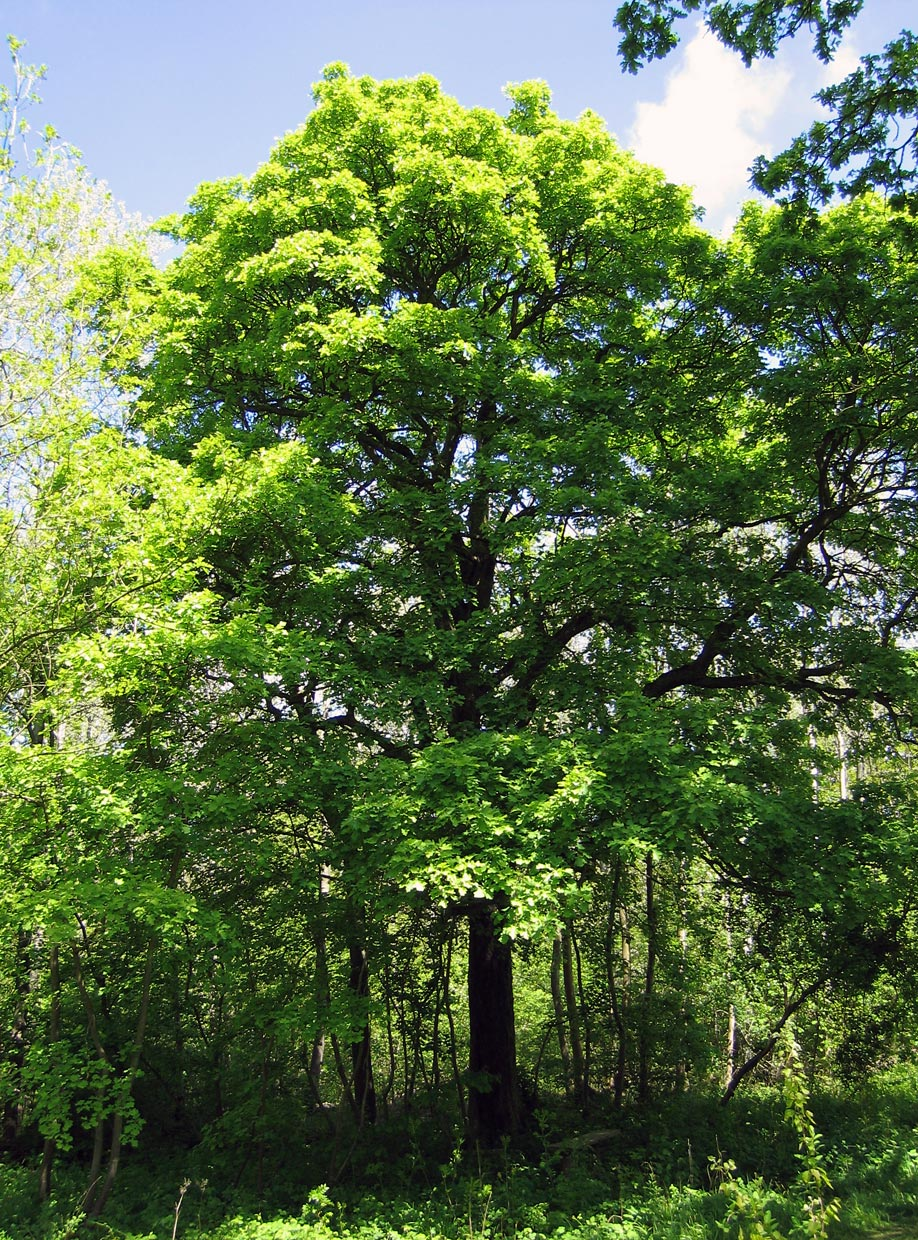
بارانک در شهرستان کمبریج شایر در انگلستان، عکس از بهار سال ۲۰۰۵.

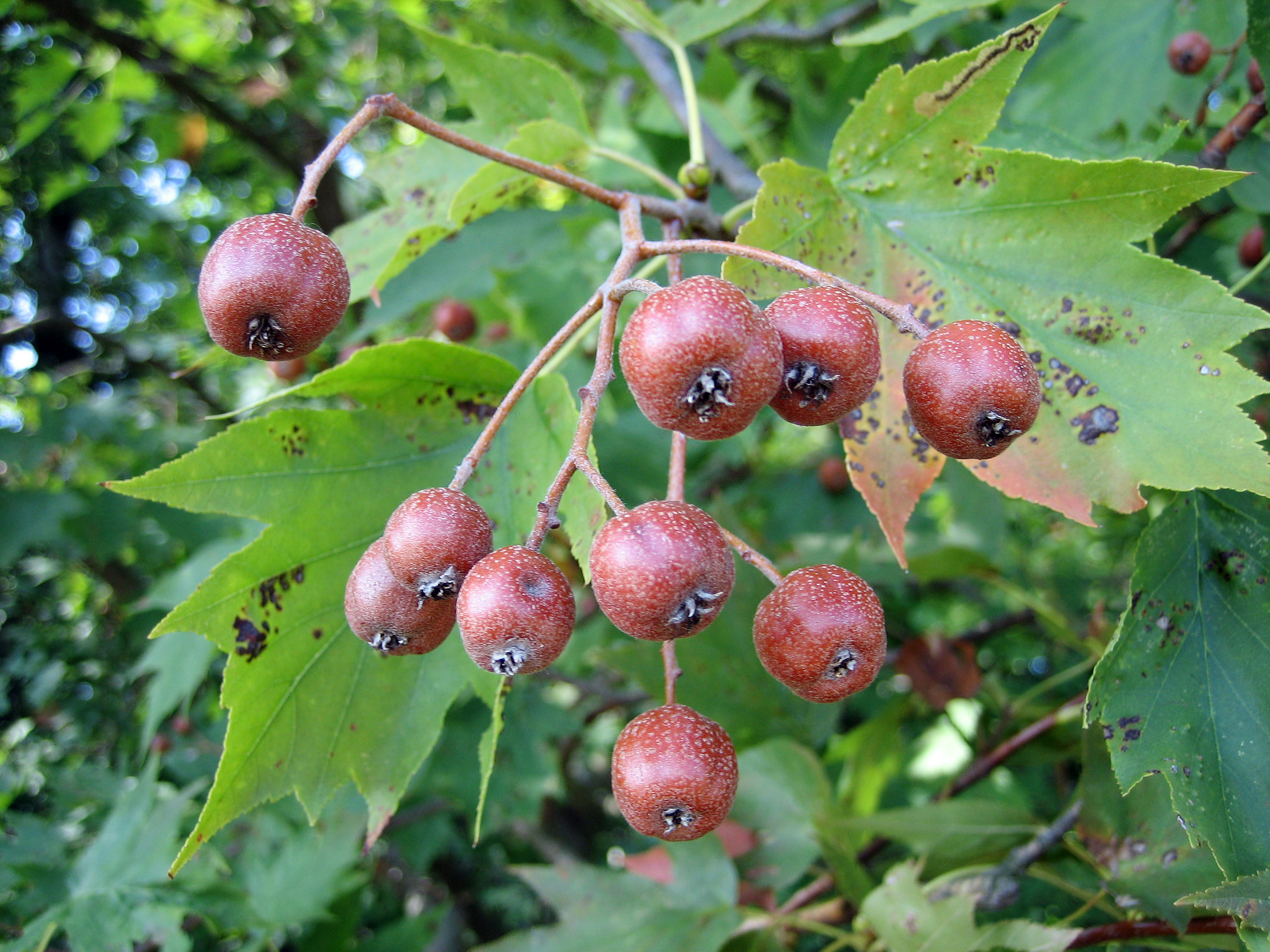
میوه‌ها و برگ‌ها در اوایل پاییز

## پراکنش
این درخت از کوه‌های قفقاز و البرز تا آناتولی و لهستان تا دانمارک و انگلیس و ولز می‌روید و در شمال غرب آفریقا نیز دیده می‌شود.
در ایران، بارانک از جنگل‌های ارسباران در آذربایجان شرقی تا جنگل‌های گرگان پراکنده‌است و از گونه‌های کمیاب جنگل‌های شمال ایران به‌شمار می‌آید.
بارانک از ارتفاعات میان‌بند تا بالابند شهسوار دیده می‌شود و شباهت زیادی به درخت اَلَندَری دارد و تشخیص آن‌ها مشکل است. از نظر علمی، بارانک و اَلَندَری دو گونه جدا هستند ولی جنگل‌نشینان، آن‌ها را یکی می‌دانند. الندری بیشتر در مناطق مرطوب از جمله در راشستان‌ها دیده می‌شود.

## ویژگی‌ها
از ویژگی‌های این درخت آن است که ارتفاع آن از گونه‌های دارویی دیگر زیادتر است. ارتفاع آن به ۳۵ متر و قطرش به نیم متر می‌رسد.
بارانک در مرحله نابالغ تاجی مخروطی دارد. بعداً به صورت گنبدی با شاخه‌های رو به بالا در می‌آید. برگ‌های آن دارای پهنکی با بریدگی‌های عمیق و دندانه‌دار است. برگ‌ها دارای سه تا پنج جفت لوب دندانه‌دار مثلثی هستند که به سمت نوک برگ باریک می‌شوند. اندازه آن‌ها حدود ۱۰ × ۸ سانتی‌متر است. دمبرگ به رنگ سبز متمایل به زرد است و ۵–۲ سانتی‌متر طول دارد. شاخ و برگ در بالا سبز تیره براق و در زیر مایل به زرد است. در پاییز برگ این درخت زرد، قرمز تیره و بنفش می‌شود.
پوست آن خاکستری کم‌رنگ تا قهوه‌ای سیاه است و به صورت صفحات نازک ترک‌خورده‌است که پوسته پوسته می‌شوند. پوست تنه درخت ناصاف بارانک، رنگ خاکستری تیره ولی شاخه‌های آن رنگ قهوه‌ای دارد. این درخت دارای شاخه‌های قهوه‌ای و براق با جوانه‌های سبز است. این جوانه‌ها کروی هستند و به طول ۴–۵ سانتی‌متر می‌رسند.

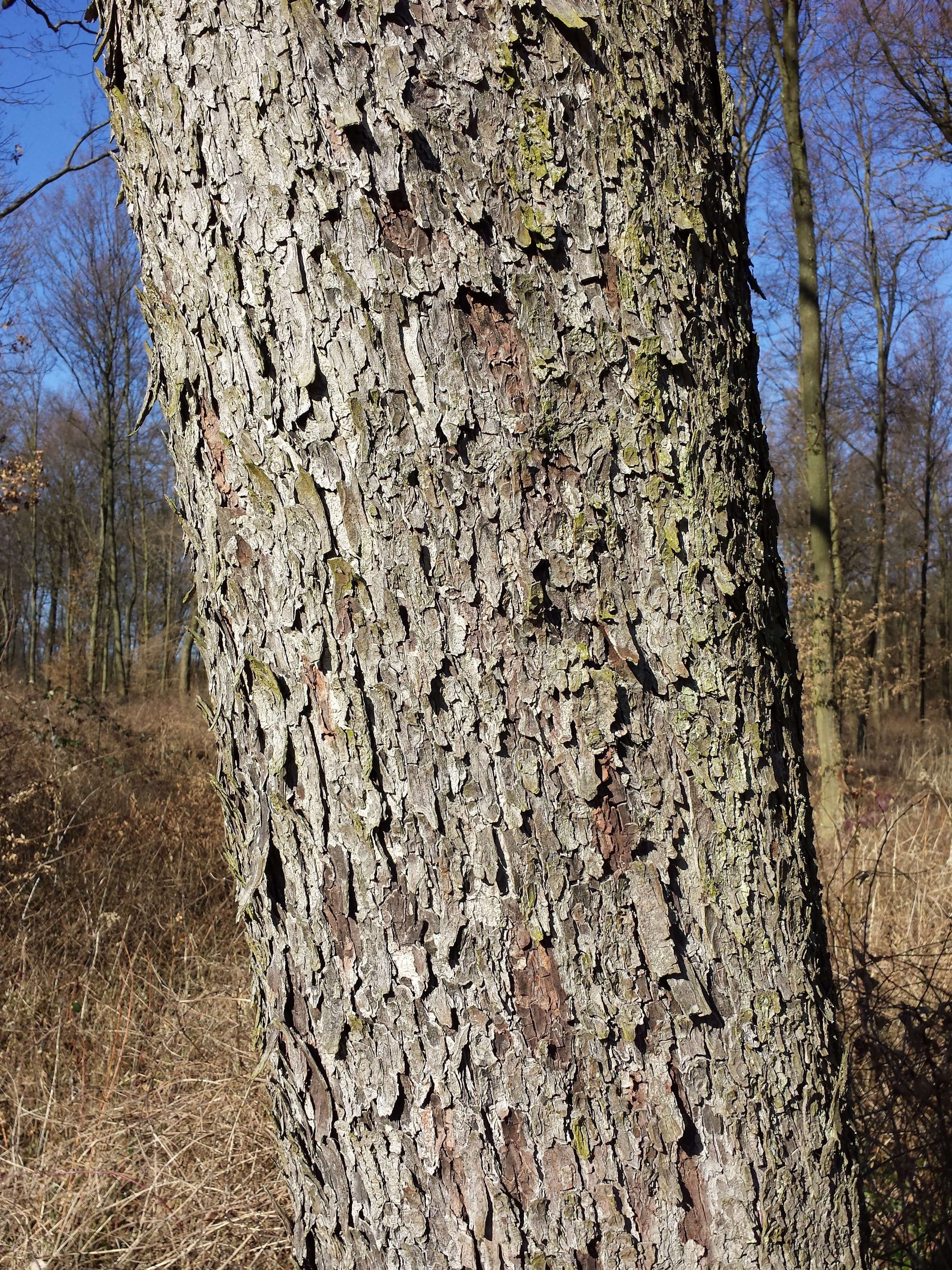
پوسته پوسته شدن پوست درخت بالغ

گل‌های آن سفیدرنگ، مجتمع به صورت دیهیم و میوه‌اش خوراکی و شیرین به شکل گلابی کوچک یا بیضوی است و پس از رسیدن به رنگ قهوه‌ای در می‌آید که مطلوب حشرات است و چوب آن نیز مرغوب و خوش‌نقش است. قطر گل‌ها کمی بیش از ۱ سانتی‌متر است. گل‌های آن پنج گلبرگ سفید و پرچم زرد دارند. گل‌ها گل‌آذین‌های دیهیمی به قطر ۱۰–۱۲ سانتی‌متر را تشکیل می‌دهند.
بارانک، بذر سنگینی دارد ولی با این حال، کمتر تیپ خالص آن دیده می‌شود. میوه‌های بارانک بیضی‌شکل و دارای طول ۱ سانتی‌متر (یا کمی بیشتر) هستند. وقتی می‌رسد، رنگ از سبز به قهوه‌ای با لکه‌های زنگ‌زده تغییر می‌کند. طعم آن ترش است. به میوه‌های بارانک خواص دارویی نسبت داده می‌شود.. گوشت توت‌های آن زمانی که به رنگ قرمز تیره در می‌آیند خوراکی هستند. دانه‌ها خوراکی نیستند.
بارانک در خاک‌های نیمه‌غنی می‌روید و مقطع عرضی تنه‌اش اغلب سینوسی‌شکل است و تا ارتفاع ۲۷۰۰ متر از سطح دریا دیده می‌شود.
این درخت، گونه‌ای نورپسند است و گل‌آذین خوشه‌ای دارد و بیشتر با بذر تکثیر می‌شود و از میوه‌اش، دوشاب تهیه می‌کنند. برگ و چوب زیبایی دارد و در پاییز برگ‌های رنگارنگی پیدا می‌کند.

## کاربردها

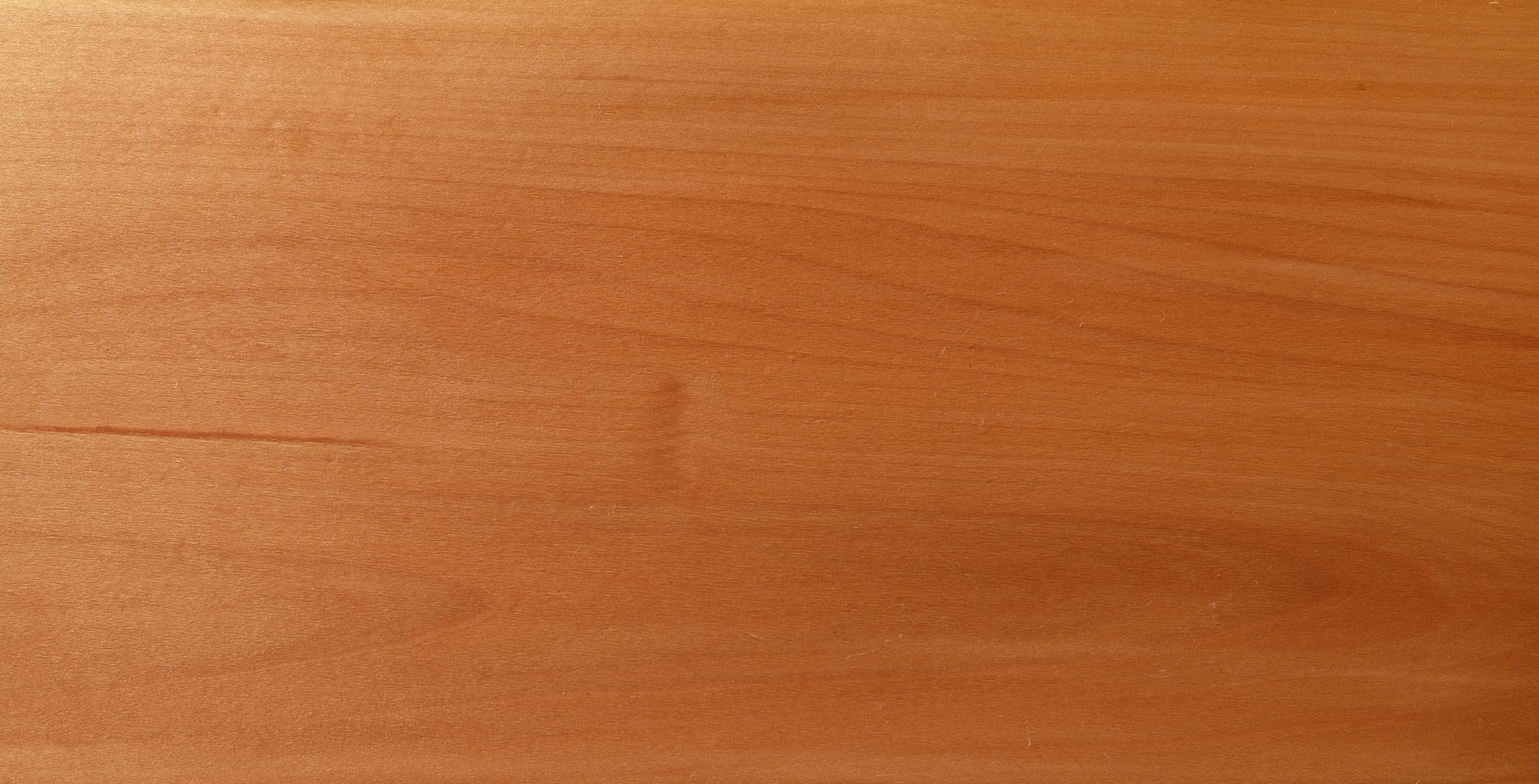
چوب ساخته شده از بارانک

درخت بارانک یکی از با ارزش‌ترین چوب‌های سخت در اروپا است. چوب آن ریزدانه، بسیار متراکم و دارای مقاومت خمشی خوبی است. در گذشته از آن برای ساختن پیچ برای پرس شراب، چوب بیلیارد، آلات موسیقی و خراطی استفاده می‌شد. امروزه معمولاً تنها برای روکش‌های تزئینی استفاده می‌شود.
میوه‌های بارانک توسط بسیاری از پرندگان و تعداد کمی از پستانداران خورده می‌شود و این درخت را از نظر اکولوژیکی مهم و مورد توجه شکارچیان قرار می‌دهد. میوه بارانک خوراکی است و طعمی شبیه خرما دارد، اگرچه اکنون به ندرت برای غذا جمع‌آوری می‌شود. معمولاً تا زمانی که بیش از حد رسیده و لکه‌دار نشوند، برای خوردن بسیار قابض هستند و به‌طور سنتی به عنوان یک داروی گیاهی برای دل‌پیچه شناخته می‌شدند. نام لاتین درخت، torminalis به معنی «مناسب برای دل‌پیچه» است. پیش از شناسایی رازک، از این میوه برای طعم دادن به آبجو استفاده می‌شد و این ممکن است به نماد باستانی برخی میخانه‌های غربی که تخته شطرنجی است مربوط باشد.

## نگارخانه

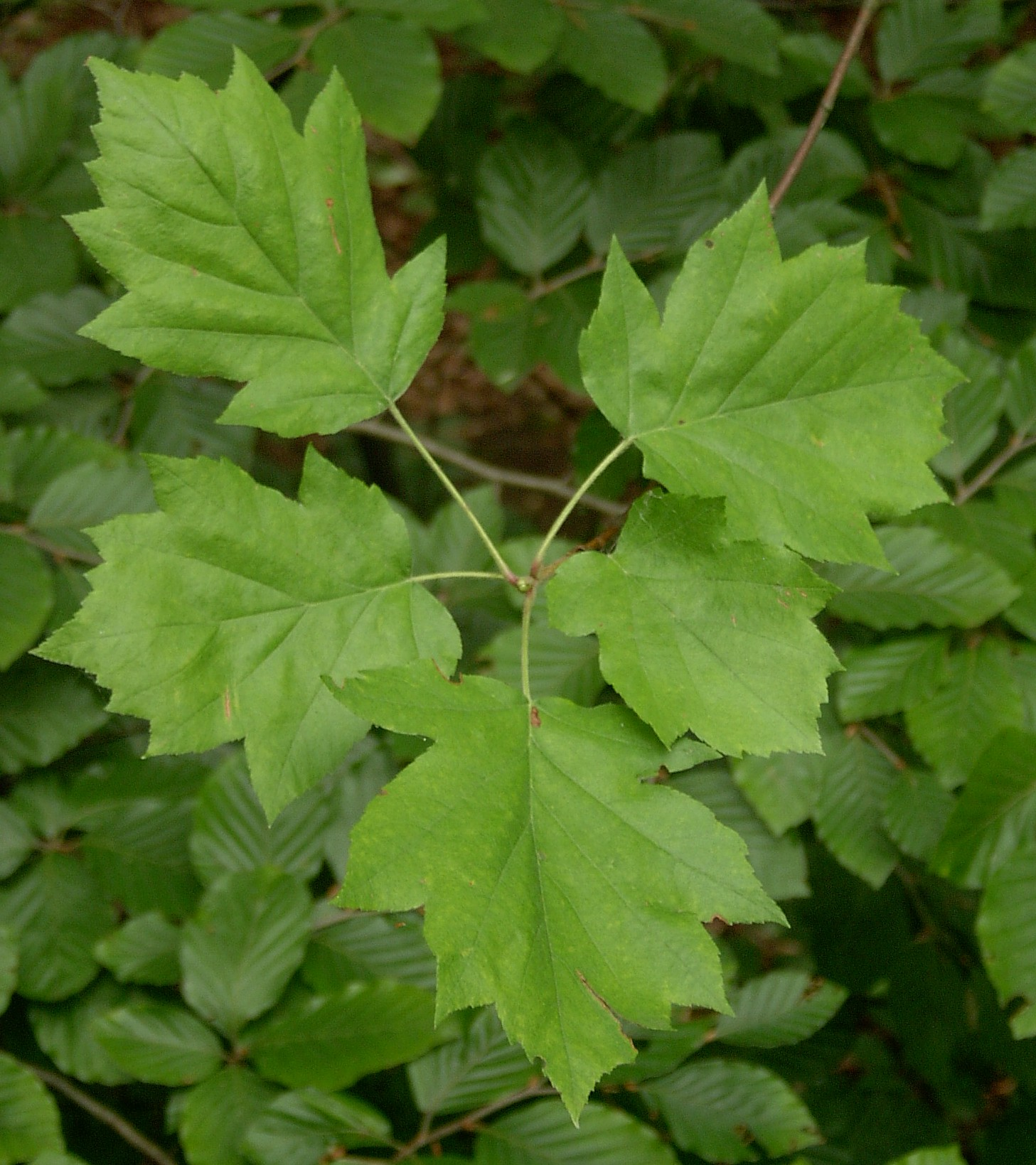
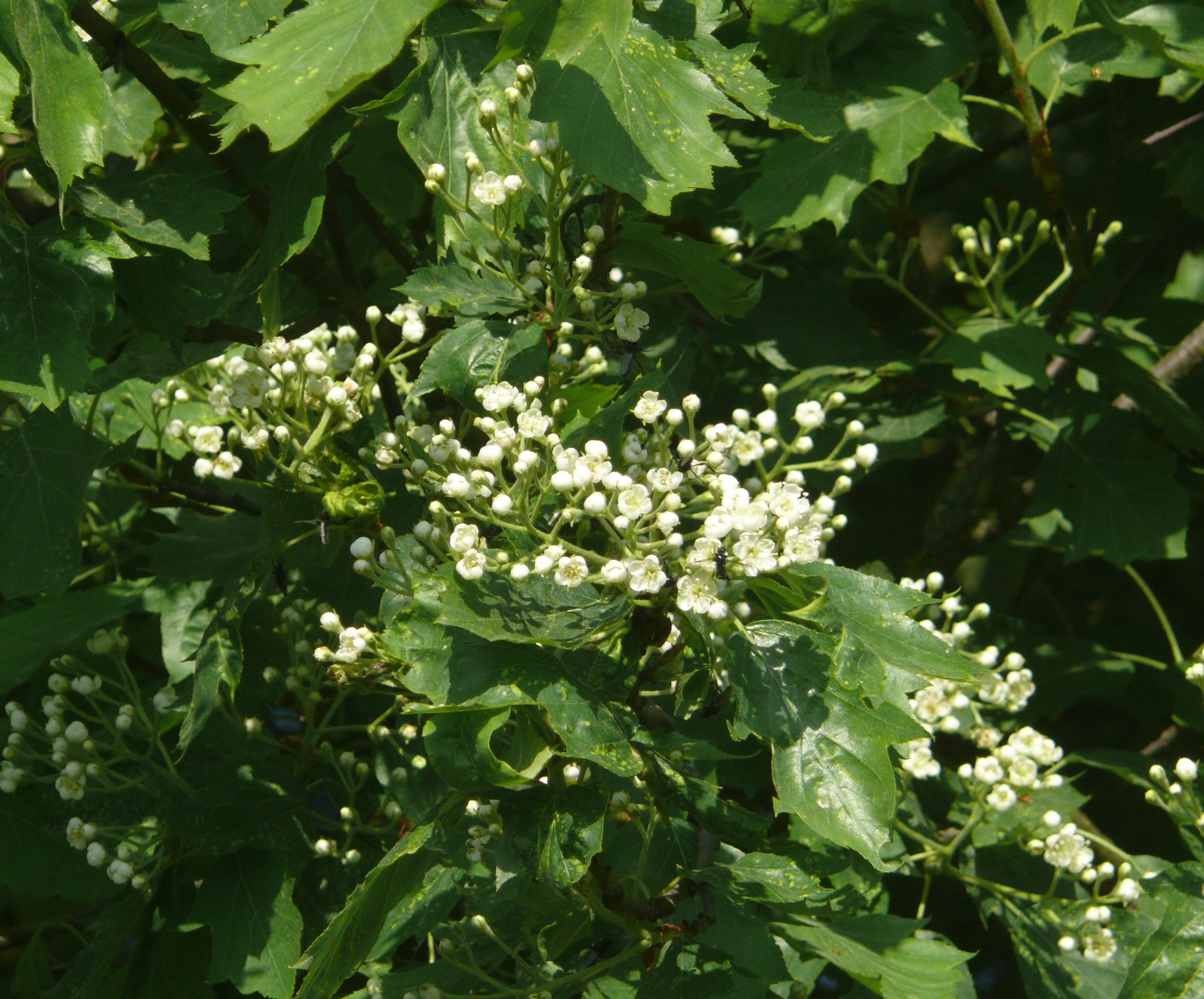
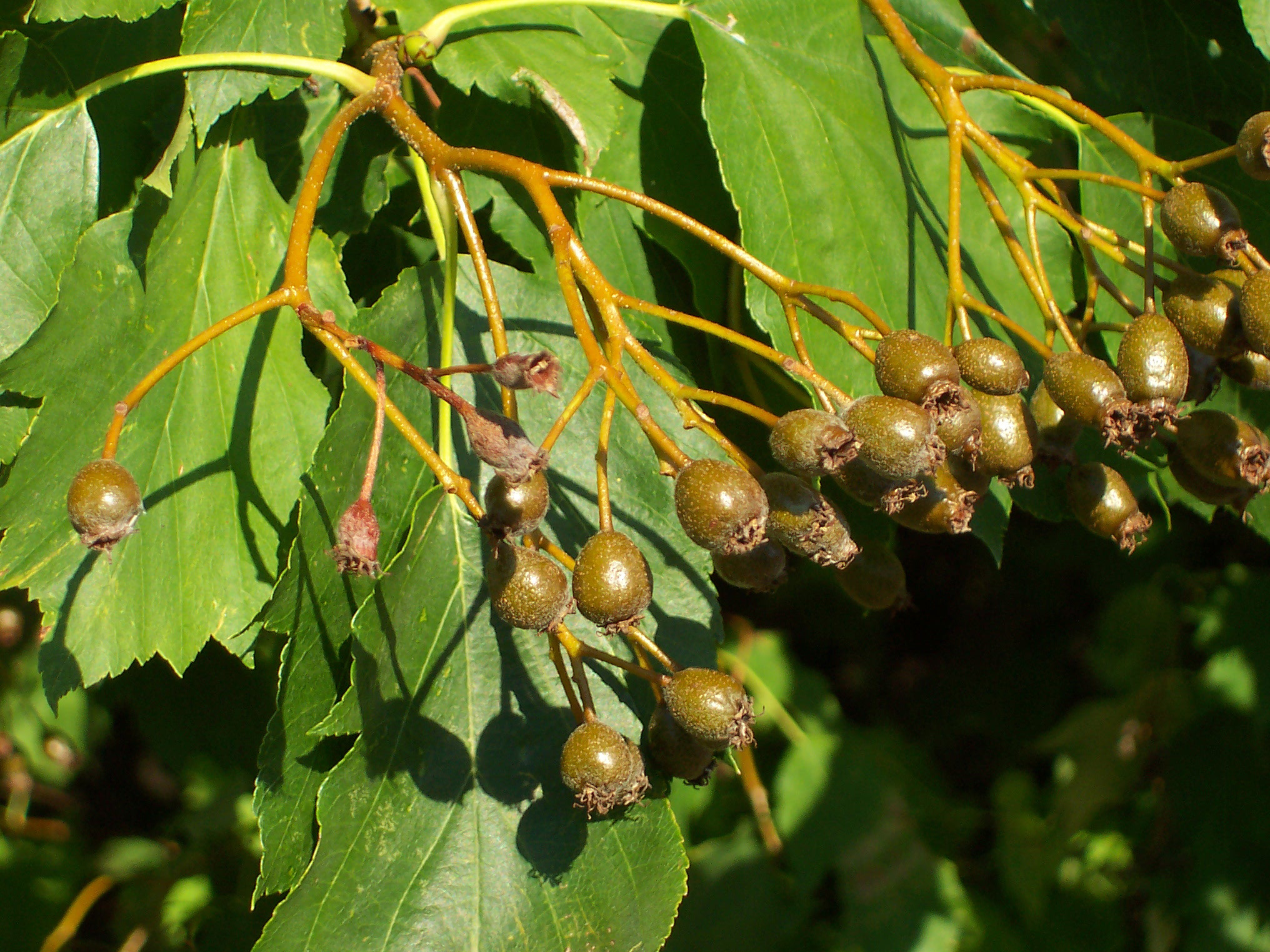
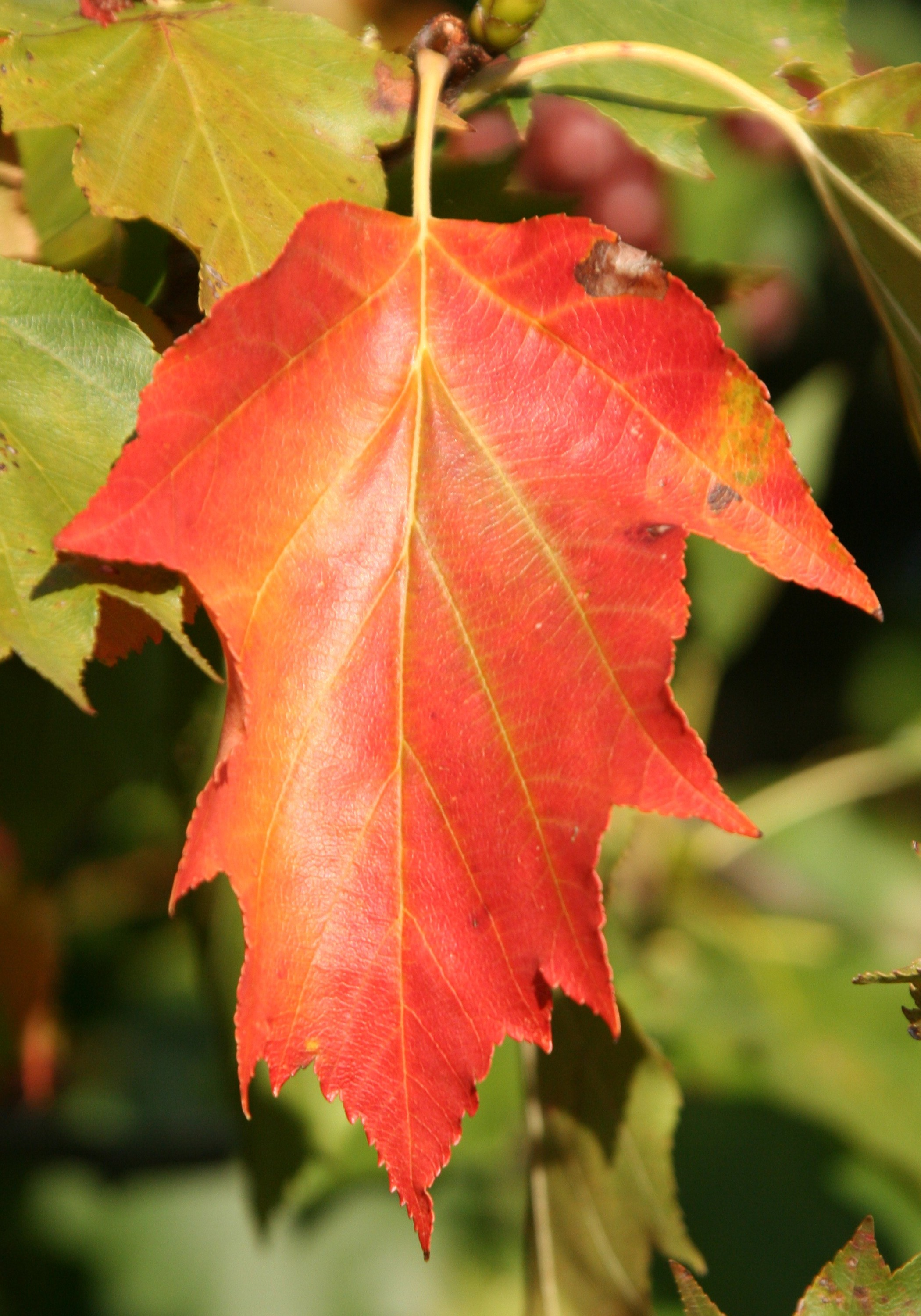
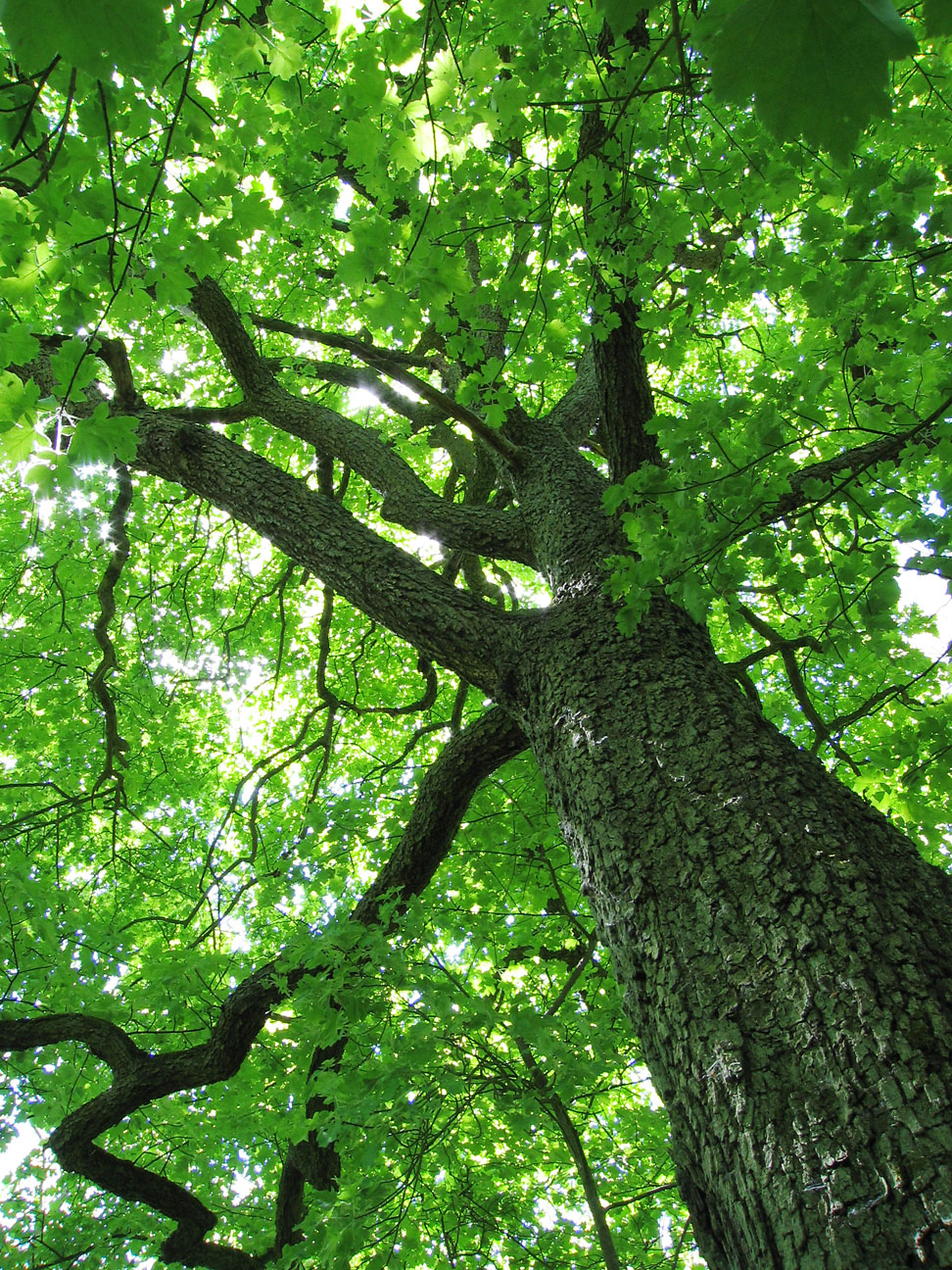